# Lonneke Janssen
Lonneke Janssen (* 25. März 1976) ist eine niederländische Badmintonspielerin. 

## Karriere
Lonneke Janssen nahm 1999 an der Badminton-Weltmeisterschaft und 1998 und 2002 an der Endrunde des Uber Cups teil. In den Niederlanden wurde sie 1999 und 2000 nationale Meisterin. 2000 siegte sie bei den Romanian International und den Dutch International.

## Sportliche Erfolge
| Saison | Veranstaltung                      | Disziplin   | Platz | Name                                   |
| ------ | ---------------------------------- | ----------- | ----- | -------------------------------------- |
| 1999   | Weltmeisterschaft                  | Dameneinzel | 33    | Lonneke Janssen                        |
| 1999   | Niederlande: Einzelmeisterschaften | Damendoppel | 1     | Erica van den Heuvel / Lonneke Janssen |
| 2000   | Romanian International             | Dameneinzel | 1     | Lonneke Janssen                        |
| 2000   | Dutch International                | Dameneinzel | 1     | Lonneke Janssen                        |
| 2000   | Niederlande: Einzelmeisterschaften | Damendoppel | 1     | Erica van den Heuvel / Lonneke Janssen |